# 막시밀리아노 곤살레스
막시밀리아노 곤살레스(스페인어: David Maximiliano González, 2004년 5월 4일~)는 아르헨티나의 축구 선수로, 라누스와 아르헨티나 연령별 대표팀에서 미드필더로 활동하고 있다.